# 馬凱特 (愛荷華州)
馬凱特（英語：Marquette）是一個位於美國愛荷華州克萊頓縣的城市。

## 地理
馬凱特的座標為43°02′34″N 91°11′03″W / 43.04278°N 91.18417°W，而該地的平均海拔高度為191米（即627英尺）。

## 人口
根據2010年美國人口普查的數據，馬凱特的面積為4.69平方千米，當中陸地面積為4.51平方千米，而水域面積為0.18平方千米。當地共有人口375人，而人口密度為每平方千米79人。